# Synnemaseimatoides nipponica
Synnemaseimatoides nipponica är en svampart som beskrevs av K. Matsush. & Matsush. 1996. Synnemaseimatoides nipponica ingår i släktet Synnemaseimatoides, divisionen sporsäcksvampar och riket svampar.   Inga underarter finns listade i Catalogue of Life.